# María de Zozaya
De Zozaya  Arramendi est un nom espagnol. Le premier nom de famille, en général paternel, est De Zozaya ; le second, en général maternel, souvent omis, est Arramendi.
María de Zozaya y Arramendi (parfois Zozoya) a été poursuivie en justice comme sorcière pendant les procès de sorcellerie au Pays basque menés par l'Inquisition espagnole en 1609.
María de Zozaya est une femme célibataire originaire d'Oieregi, dans le royaume de Navarre, qui depuis 1522 vient d'être annexé au Royaume de Castille. On la soupçonne de participer aux akelarre de sa ville natale d'Errenteria, dans la province du Guipuscoa. En 1609, alors âgée de 79 ans, elle est accusée de sorcellerie par l'Inquisition espagnole. Elle est jugée en même temps qu'un groupe de femmes qu'elle est soupçonnée d'avoir entrainées. Sous la torture, elle confesse son goût pour les plaisirs sexuels. Confrontée à des témoins qui la disent chez elle à des moments où on la prétend assister à un sabbat, elle va jusqu'à expliquer qu'une apparition la remplace dans son lit ces soirs-là . Elle "reconnait" s'être transformée en lièvre à huit reprises, pour poursuivre jusqu'à les épuiser un jeune prêtre et ses chiens qui revenaient bredouilles de la chasse. Elle refuse de se repentir.
Après neuf mois passés en prison, elle y meurt à l'âge de 80 ans en 1610. Ses os sont alors brûlés dans le cadre d'un autodafé public.